# ViVi Natsu
Singles de PASSPO☆
Shōjo Hikō
(4 mai 2011) Kimi ha boku wo suki ni naru
(7 mars 2012)
ViVi Natsu est le 2e single "major" et 6e single au total du groupe de rock japonais PASSPO☆.

## Présentation
ViVi Natsu est sorti le 24 août 2011 au Japon sous le label Universal J, et atteint la 2e place du classement des ventes de l'oricon le jour de sa sortie. 
Il est proposé à la vente dans douze versions ! Il existe une version normale avec toutes les membres du groupe sur la jaquette, une version limitée dont le visuel représente le groupe en entier et dix versions limitées, dont chaque pochette est illustrée avec une photo d'une membre différente.

## Membres
- Ai Negishi
- Yukimi Fujimoto
- Makoto Okunaka
- Natsumi Iwamura
- Mio Masui
- Shiori Mori
- Sako Makita
- Naomi Anzai
- Anna Tamai
- Sakuma Kaho

## Titres
CD (toutes éditions)
1. ViVi Natsu (ViVi夏?)
2. Jāne... (じゃあね...?)
3. Rock da week
4. ViVi Natsu (ViVi夏?) instrumental
5. ViVi Natsu (qualité améliorée) (エンハンスドViVi夏, Enhansudo?) (clip vidéo)